# Charles Stanisław Radziwiłł (1734-1790)
Pour les articles homonymes, voir Charles Stanisław Radziwiłł (1669–1719).
Karol Stanisław Radziwiłł (en lituanien: Karolis Stanislovas Radvila II ; en français : Charles Stanislas Radziwill), né le 27 février 1734 et mort le 21 novembre 1790, est un aristocrate polonais, 
qui a notamment été voïvode de Vilnius, gouverneur de Lituanie (1762), chef de la confédération de Radom (1767) puis de la confédération de Bar (1768).
Il était surnommé Panie Kochanku (Cher Monsieur), formule qu'il utilisait très souvent avec ses interlocuteurs.

## Biographie

### Jeunesse et études
Il est le fils de Michał Kazimierz Radziwiłł dit "Rybeńko" et de Franciszka Urszula née Wiśniowiecka. Il est élevé au château de Nieśwież avec son frère jumeau (Janusz) mais se montre peu intéressé par les études. Les deux enfants sont faits chevaliers de l'ordre de Saint-Hubert. En 1748, alors qu'il n'a encore que quatorze ans, le jeune homme fait son entrée à la Diète avec tous les honneurs dus au fils du grand hetman de Lituanie. S'il doit attendre sa majorité pour pouvoir prendre au vote, il ne se prive pas de se manifester contre le démantèlement de la garnison de Brześć. Le 20 avril 1751, il a est nommé colonel en second des armées du grand-duché de Lituanie. Il accompagne son père dans un voyage à Wschowa. En 1752 il est fait échanson de Lituanie avant d'être promu dans la même année porte-épée du Grand-Duché,.
Pour le plus grand désespoir de ses parents qui aimeraient le marier rapidement, Charles ne manifeste que peu d'intérêt pour les relations amoureuses. En désespoir de cause, son père demande en 1752, la main d'Isabella Czartoryska pour son fils. Mais le père d'Isabella, Auguste Czartoryski refuse, estimant le jeune homme trop jeune et indiscipliné. Le grand hetman de Lituanie entame alors des négociations avec Frédéric-Guillaume, le margrave de Brandebourg pour obtenir la main de sa fille. En échange de son soutien politique, le roi de Prusse Frédéric II le Grand soutient cette union. Mais le margrave décline l'offre, évoquant le fait que sa fille, de religion protestante, ne peut se convertir au catholicisme, religion d'État de la république des Deux Nations.

### Liens infructueux avec la famille Lubomirski
Michał Kazimierz Radziwiłł suggère alors à son fils d'épouser Maria Lubomirska (en), fille unique de Jan Kazimierz Lubomirski et d'Urszula Branicka, sœur du célèbre et riche hetman Jan Klemens Branicki.
L'union a lieu le 23 octobre 1753. Dès le début, les jeunes mariés ne s'entendent pas. En 1756, Michał Kazimierz cherche à annuler le mariage afin de préserver la bonne santé et la force mentale de son fils. Le processus dure plusieurs années. Finalement le grand hetman demande l'aide du primat de Rome qui annule le mariage le 5 novembre 1760. Michał Kazimierz Radziwiłł est contraint de payer 228 000 złotys à titre de dédommagement. Curieusement, malgré cette situation tendue entre les deux familles, c'est à partir de ce moment que l'hetman Branicki devient un ami proche et un fidèle partisan de Radziwiłł.
Après quelques incidents embarrassants et violents sur la voie publique alors qu'il était sous l'emprise de l'alcool, Charles clame que cette union a fait de lui un être vulgaire et alcoolique. Il demeure toutefois intouchable, protégé par son rang et ses fonctions publiques. Ainsi le 1er mai 1754, il est nommé major général des armées et dans la même année, il représente la ville de Nowogródek au parlement. En 1755, comme député de Kowno, il est élu président du parlement du grand-duché de Lituanie. En 1757, le roi lui remet personnellement l'ordre de l'Aigle Blanc, la plus haute distinction de la République. Mais il néglige son poste ce qui suscite la jalousie de la famille Czartoryski qui se mobilise contre lui et remporte les élections suivantes.

### Fortune et jalousie à la Cour
Après la mort de son père, le 15 mai 1762, Karol hérite d'une fortune considérable. Cela fait de lui une des personnalités des plus influentes de Pologne-Lituanie. Auguste III qui jusque-là protège et favorise la famille Czartoryski se retourne contre eux et désormais soutient Charles. Heinrich von Brühl, premier ministre et favori du monarque, désapprouve cette décision et hésite à rompre les liens avec les Czartoryski. Il tente même d'emprisonner Radziwiłł et le priver de tous ses titres, mais il échoue, car celui-ci a reçu le soutien de l'hetman Jan Klemens Branicki qui déteste personnellement von Brühl et menace de faire éclater une révolte contre le roi.
En juin, Radziwiłł se rend à Varsovie, où il rencontre Branicki et lui demande son aide pour regagner sa place à la Diète. À son retour à Nieśwież, Radziwiłł cherche à convaincre les députés du Grand-Duché d'obliger le gouvernement à prendre davantage en considération les votes du Grand-Duché lors de l'introduction de nouvelles lois.

### Soutien de l'est et retour au parlement
Au début du mois d'août, sous le prétexte de recevoir l'ordre de Saint-André, Radziwiłł rencontre secrètement un émissaire de Catherine II et lui demande son soutien au sein du parlement et la protection de ses actifs dans le Grand-Duché et en Pologne au cas où un conflit surviendrait entre le monarque et lui. Le 24 août, il devient le représentant de la Livonie. Se rendant au Parlement à Varsovie, en compagnie d'une grande armée, peut-être envoyée par Catherine qui a accepté de l'aider, il conclut un accord avec Brühl et en octobre reçoit la province de Vilnius. Lorsque, sous l'influence de la famille Czartoryski, Stanisław August Poniatowski exige le retrait de Alois Friedrich von Brühl (en) de la Chambre des députés, parce qu'il n'est pas de noblesse polonaise, Radziwiłł prend sa défense, accusant Poniatowski et les Czartoryski de vouloir briser le liberum veto.

### Rivalité avec la famille Czartoryski
En mars 1763, Radziwiłł suggère de réexaminer les lois et les politiques relatives aux libertés et la souveraineté de la Lituanie. Au cours de cette séance, les membres de la famille Czartoryski prétendent que le Grand-Duché n'a pas droit à la souveraineté. Radziwiłł s'emporte et menace de mobiliser ses forces et d'envahir leurs domaines des environs de Vilnius. Il ne met toutefois pas sa menace à exécution, craignant de provoquer le roi, allié des Czartoryski.
Le 18 avril, Radziwiłł s'allie avec d'autres familles nobles du duché et rédige un manifeste contre la Grande Diète de Pologne, qui considère comme illégale la coalition menée par Radziwiłł et tente de l'interdire. De son côté, Czartoryski tente de convaincre l'ambassadeur russe Kayserling que Radziwiłł est devenu fou et sur le point de commencer une guerre civile qui mettra à mal l'amitié russo-polonaise. Il lui demande l'aide de Catherine II pour combattre les plans de Radziwiłł en envoyant des troupes en Lituanie. Mais Catherine II se contente d'envoyer quelques troupes en Ruthénie.
Lorsque Radziwiłł menace de déclarer la guerre à la Russie, la majorité des nobles estiment que cela provoquerait une effusion de sang. Finalement, inquiète de sa popularité parmi les autres dirigeants européens, Catherine II retire ses troupes des frontières orientales. Radziwiłł triomphe, son parti est reconnu et il proclame même que son influence est bénéfique à l'économie de la République. Il est maintenant considéré comme l'un des hommes les plus sages et les plus respectés du pays.
La mort du roi Auguste III ne modifie pas le comportement de Radziwiłł, toujours plus dépendant de l'alcool. Tandis qu'il néglige ses devoirs. Czartoryski est lui toujours présent et actif dans les conseils locaux et son influence se ressent dans l'élection des députés et la nomination des fonctionnaires. En 1764, essayant de réparer sa réputation, Radziwiłł se rend à Vilnius où il crée une nouvelle coalition dont les visées principales sont de réduire l'influence de la noblesse polonaise, favorable à une mainmise russe sur la République. Le lendemain, ivre, Radziwiłł fait irruption chez la comtesse Anna Tyszkiewicz, puis au palais de l'évêque Ignacy Massalski où il insulte la cour royale et menace de brûler sa propriété.

### Lutte contre la confédération de Grodno et exil
Le 8 avril 1764 Radziwiłł épouse Teresa Karolina Rzewuska, la fille de l'hetman Wacław Piotr Rzewuski. Le 16 avril, dans la ville de Grodno, Michał Brzostowski, chambellan de la Cour et ami des Czartoryski rassemble une coalition contre Radziwiłł. Le 5 mai, celui-ci se rend à Varsovie avec une milice d'environ 1 000 hommes dans le but de calmer la cour et exiger la dissolution de cette "folle coalition de Grodno" et la convocation de la Diète.
Le 7 mai Radziwiłł, avec d'autres dirigeants du camp républicain signent un traité de paix et en compagnie de Branicki, quitte Varsovie le lendemain. Quelques jours plus tard, il est à Biała où il passe quelques semaines. À la fin du mois de mai, il envoie Michał Pac comme émissaire à Dresde et à Berlin pour demander la protection de ses biens par la Prusse.
Lorsqu'à Varsovie on apprend que Radziwiłł est secrètement en train de négocier avec la Prusse pour son propre bénéfice, la Diète est aussitôt convoquée et ordonne aux hetmans de travailler avec l'armée russe contre Radziwiłł, dont tous les biens sont saisis. Apprenant que l'armée est sur le point de prendre Nieśwież, Radziwiłł rentre en Lituanie et le lendemain inflige une défaite aux troupes de Georg Detlev von Flemming à Terespol. La milice de Radziwiłł est finalement vaincue le 26 juin par l'armée russe à Słonim et forcée de se retirer en Volhynie.
En juillet, Radziwiłł arrive à Ołyka. Après quelques jours, apprenant que l'armée russe et les forces de Franciszek Branicki, ennemi de Jan Branicki, Radziwiłł se dirige vers la frontière turque. Le 14 juillet, après avoir passé le fleuve Dniestr, son infanterie et son artillerie se trouvent près de Moguilev. Il obtient du gouverneur moldave et des autorités ottomanes l'autorisation de traverser la Hongrie pour rencontrer Jan Branicki.

### Décret de Grodno et confiscation des biens
En juin 1764, les troupes russes capturent Nieśwież et Słuck. La confédération de Grodno décrète que Radziwiłł a commis de nombreux crimes contre le gouvernement, pour son propre bénéfice. Il est déclaré ennemi de la République et ses biens sont confisqués. En cas de capture Radziwiłł devra être emprisonné dans la forteresse Słuck. Le décret mentionne également la confiscation des troupes et de l'artillerie de Radziwiłł et punit également nombre de ses partisans. La Diète approuve entièrement le décret de la Confédération et décide la vente de biens de Radziwiłł à ses adversaires.

### Demandes de pardon
Radziwiłł demeure presque une année à Prešov d'où il tente d'obtenir la protection de l'Autriche, la France, la Turquie, la Saxe, la Prusse et de la Russie. Certains de ses partisans continuent de le soutenir et l'accompagnent même parfois dans l'exil. Radziwiłł les sollicite pour obtenir quelques prêts. Mais inquiets pour leur réputation ses amis l'abandonnent peu à peu.
En novembre 1764, Michał Pac et Stanisław Rzewuski (en) quittent à leur tour Prešov, laissant Radziwiłł sans soutien moral.
Au début de septembre 1765, Jean-Baptiste d'Aloy conseille à Radziwiłł d'aller demander le soutien de Frédéric II. À la mi-octobre, il arrive à Prague, où il apprend que le monarque ne souhaite pas le recevoir. Arrivé à Dresde le 6 février 1766, il écrit à Stanislas II récemment élu, roi de Pologne, pour lui demander sa grâce. Mais le nouveau souverain, influencé de la famille Czartoryski, rejette sa demande.

### Soutien de Catherine de Russie et retour au pays
En août 1766, Radziwiłł rencontre le nouvel ambassadeur de Russie qui déplore ses conditions de vie et demande pour lui le soutien de la Russie. La cour de Saint-Pétersbourg n'est justement pas en bons termes avec le nouveau roi de Pologne et Czartoryski. Le 18 octobre, Nikita Ivanovitch Panine, ministre des Affaires étrangères permet à l'ambassadeur de s'engager auprès de Radziwiłł et de faciliter son retour à la Pologne. Le 27 octobre, Radziwiłł obtient le soutien de Jerzy Mniszech (en) et de Nicolas Repnine ambassadeur de Russie en Pologne et neveu de Panine. À ce moment, la cour de Russie vient de rompre ses relations avec Czartoryski.
Radziwiłł quitte Dresde et le 25 mai 1767 rencontre à Gdansk des représentants du parti prussien des patriotes avec qui il discute de l'avenir de la région de Warmie-Mazurie. Pour regagner le grand-duché de Lituanie, Radziwiłł accompagne un convoi russe qui passe par Königsberg. Près de la frontière les troupes du colonel Karr ont rejoint le convoi principal. Le 3 juin, il est accueilli avec enthousiasme par les citoyens de Vilnius. Il se rend ensuite à Białystok pour rencontrer Franciszek Branicki, qui dans une lettre, un mois plus tôt, a exprimé sa satisfaction en apprenant la demande conjointe de la Prusse et de la Russie, pour le "rétablissement des droits et libertés anciennes pour les patriotes opprimés, afin qu'ils retrouvent richesses et prérogatives"

### Confédération de Radom
Toujours accompagné des troupes du colonel Karr, Radziwiłł arrive à Radom le 13 juin. Le 21, sous la dictée de Karr, il écrit une courte lettre à Stanisław Auguste, déclarant sa "fidélité au roi et à la Couronne". Le 23, il est élu président de la nouvelle confédération créée par Branicki, "pour la défense de la foi et de la liberté". Le même jour, il envoie une lettre à Catherine II, pour la remercier de son soutien.
Comme les autres dirigeants résidant à Radom, Radziwiłł est réticent lorsque Repnine leur suggère de déplacer le siège de la confédération à Varsovie. Il essaie de l'en dissuader, soulignant que Varsovie est le foyer de la famille Czartoryski qui possède dans la capitale de nombreuses résidences et palais abritant les plus grandes réserves des armées de toute l'Europe. Le colonel Karr lui-même déclare qu'il préfère tout quitter et fuir à l'étranger, plutôt que de combattre aux côtés de Radziwiłł. Repnine réplique que sous la protection de Catherine II, il est en sécurité, et que les armées de Prusse et d'Autriche, alliées de la Russie ferait "ramper" Czartoryski. Radziwiłł obtient que sa résidence à Varsovie soit gardée par l'infanterie russe, plutôt que par les forces de la Garde royale polonaise. Le 27 il quitte donc Radom et trois jours plus tard, il envoie de Varsovie, la liste des futurs membres du parlement avec des instructions spécifiques pour les protéger. Repnin est alors convaincu qu'avec l'aide de l'est et du roi de Prusse, le pouvoir et l'influence de la puissante et riche famille Czartoryski va bientôt mourir et avec elle l'ère du "roi Poniatowski".

## Sources
- Notices d'autorité :   - VIAF
  - ISNI
  - BnF (données)
  - LCCN
  - GND
  - Pays-Bas
  - Pologne
  - NUKAT
  - WorldCat

- (pl) Cet article est partiellement ou en totalité issu de l’article de Wikipédia en polonais intitulé « Karol Stanisław Radziwiłł Panie Kochanku » (voir la liste des auteurs).